# Slangerod-slægten
Slangerod (Aristolochia) er stedsegrønne eller løvfældende, træagtige lianer eller flerårige, urteagtige planter. Bladene er spredstillede, hele og ofte hjerteformede. Blomsterne sidder enkeltvis eller få sammen i bladhjørnerne. Bægeret er sammenvokset til et rør, og kronen danner en skæv tragt af sammenvoksede blosterblade. Frugterne er kapsler.
| Beskrevne arter |

- Hjertebladet slangerod (Aristolochia clematitis)
- Piberanke (Aristolochia elegans)
- Tobakspibeplante (Aristolochia macrophylla)
- Virginsk slangerod (Aristolochia serpentaria)

| Andre arter |

| - Aristolochia anguicida - Aristolochia bilabiata - Aristolochia bilobata - Aristolochia californica - Aristolochia coryi - Aristolochia cymbifera - Aristolochia durior - se under Tobakspibeplante ovenfor - Aristolochia erecta - Aristolochia gigantea - Aristolochia grandiflora - Aristolochia labiata - Aristolochia littoralis - se under Piberanke ovenfor - Aristolochia longa - Aristolochia maxima - Aristolochia odoratissima | - Aristolochia ornithocephala - Aristolochia pallida - Aristolochia parviflora - Aristolochia peltata - Aristolochia pentandra - Aristolochia pistolochia - Aristolochia reticulata - Aristolochia ringens - Aristolochia rotunda - Aristolochia sempervirens - Aristolochia tomentosa - Aristolochia trilobata - Aristolochia watsonii - Aristolochia wrightii |